# فوم ضدعفونی‌کننده

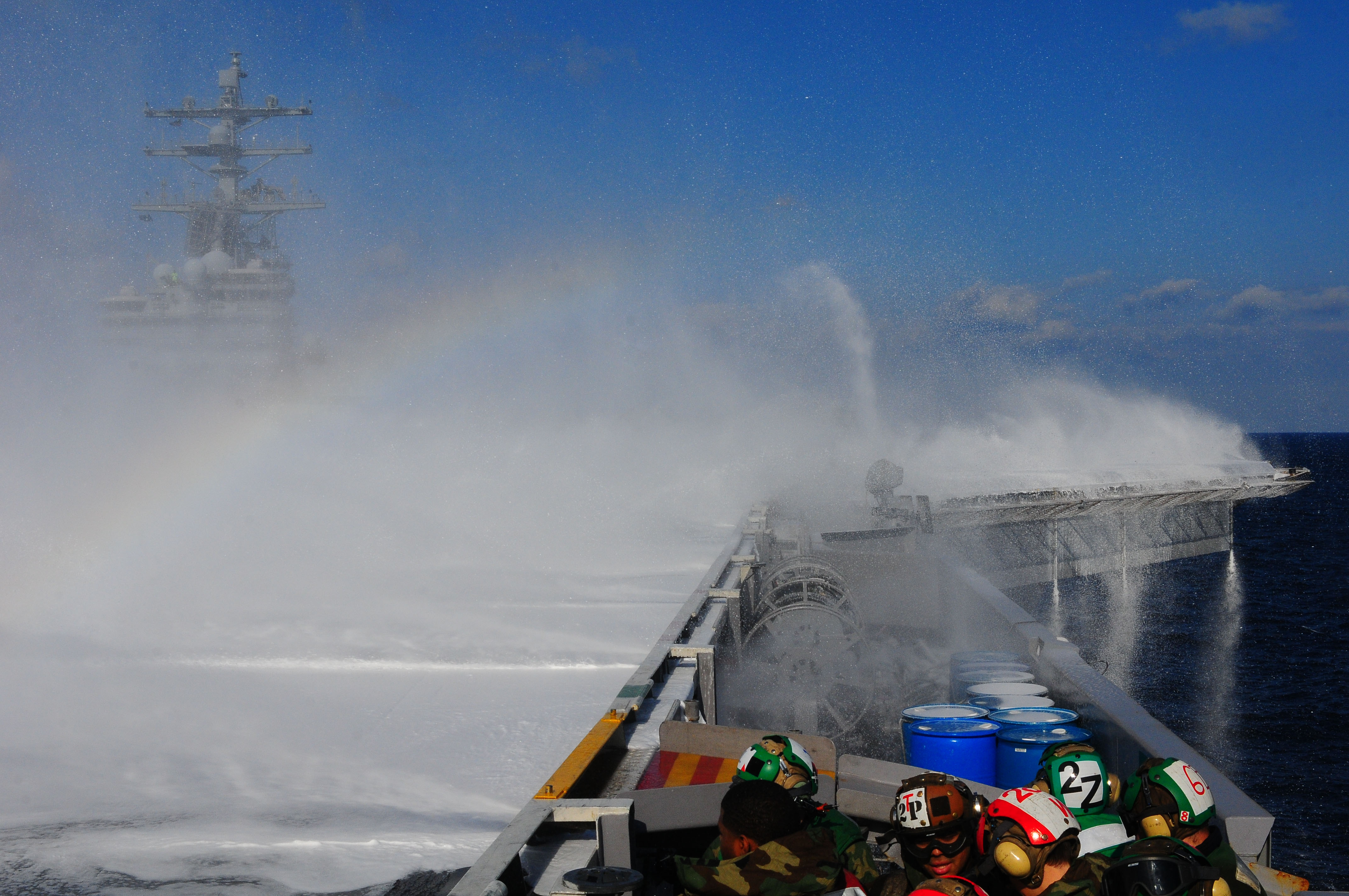
ملوانان و تفنگداران دریایی در طول عملیات شستشوی متقابل، از هزاران گالن محلول فوم تشکیل دهنده فیلم آبی، پناه می‌گیرند.

فوم ضدعفونی‌کننده (که معمولاً با نام فوم دکون شناخته می‌شود) یک محلول تمیزکننده اسپری‌شونده است که روی سطوحی که با عوامل بیولوژیکی یا شیمیایی (مانند عوامل شیمیایی جنگی، هاگ‌های سیاه‌زخم یا مواد صنعتی سمی) آلوده شده‌اند، استفاده می‌شود. مشخص شده است که فوم دکون عوامل شیمیایی و بیولوژیکی متعددی را بی‌ضرر می‌کند. همچنین برای استفاده در مناطقی که تعداد زیادی از مردم احتمالاً آلوده شده‌اند (مثلاً در همایش‌ها، فرودگاه‌ها، کنسرت موسیقی) در نظر گرفته شده است.

## ترکیب
ترکیب فوم‌های ضدعفونی‌کننده اساساً از آب و یک سورفکتانت تشکیل شده است که یک لایه آبکی تشکیل می‌دهد و سپس مواد شیمیایی واکنش‌پذیر مختلفی به آن اضافه می‌شوند که میزان آلاینده‌های چسبیده به سطح را کاهش داده و محصولات کم‌خطرتری تشکیل می‌دهند. واکنش‌دهنده‌های رایج هیدروژن پراکسید و کمپلکس‌های آمونیوم نوع چهار هستند. فوم دکون اغلب در بطری‌های متعدد عرضه می‌شود که وقتی مخلوط می‌شوند، محلول ضدعفونی‌کننده را تشکیل می‌دهند. بطری‌ها باید تا زمان نیاز جدا از هم نگهداری شوند زیرا ممکن است کف پس از مخلوط شدن، اثربخشی خود را از دست بدهد. پس از مخلوط کردن این بطری‌ها، می‌توان کف را با اسپری کردن روی ناحیه آلوده یا با استفاده دستی اعمال کرد.
ضدعفونی‌کننده‌های پایه حلال روی پلیمرهای نفوذپذیر به خوبی عمل می‌کنند و برای جلوگیری از خوردگی ساخته شده‌اند، اما می‌توانند سطوح پلیمری یا پلاستیکی را به‌طور دائمی تغییر دهند. از سوی دیگر، ضدعفونی‌کننده‌های پایه آبی برای سطوح قطبی مانند بتن بهتر هستند، اما پتانسیل خوردگی سطوح را دارند. برای موفقیت‌آمیز بودن فوم ضدعفونی، تثبیت فوم بسیار مهم است زیرا این امر کارایی آن را افزایش می‌دهد. مشخص شده است که اصلاح سطح نانوذره سیلیسیم دی‌اکسید تا یک سطح مشخص، پایداری فوم را افزایش می‌دهد.

## اثربخشی
فوم‌های ضدعفونی‌کننده می‌توانند بسته به فوم ضدعفونی‌کننده، نوع عامل آلوده‌کننده و سطحی که قرار است ضدعفونی شود، سطوح مختلفی از اثربخشی داشته باشند. بسیاری از ضدعفونی‌کننده‌ها در برابر عوامل شیمیایی روی سطوح غیر متخلخل و نفوذناپذیر، مانند شیشه و فولاد زنگ‌نزن، مؤثر هستند، زیرا آلاینده در قسمت بیرونی سطح باقی می‌ماند و به راحتی در دسترس ضدعفونی‌کننده قرار می‌گیرد. با این حال، سطوح متخلخل‌تر و نفوذپذیرتر می‌توانند آلاینده را جذب کنند و آلودگی‌زدایی را دشوارتر کنند و عوامل ضدعفونی‌کننده می‌توانند آلاینده‌های شیمیایی باقیمانده را روی این سطوح باقی بگذارند.

## نمونه‌هایی از کاربرد

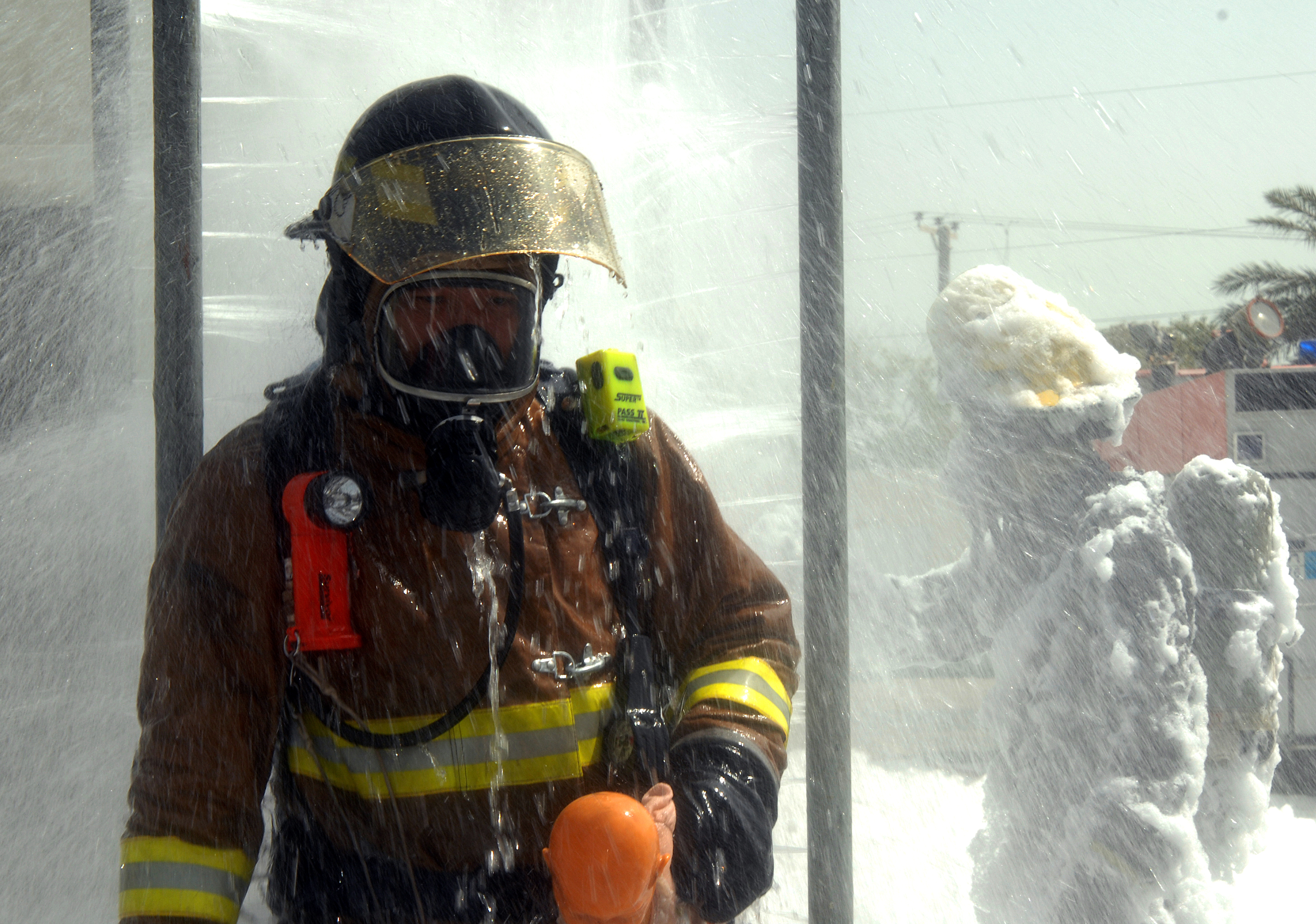
افسر نیروی دریایی ایالات متحده در حال عبور از زیر دوش ضدعفونی کننده.

- ضدعفونی کردن صندوق‌های پستی در طول حملات سیاه‌زخم سال ۲۰۰۱ سطوح اتاق‌های پست با دو تا سه اینچ فوم پوشانده شده و قبل از اینکه جاروبرقی کشیده شوند، به مدت یک ساعت به حال خود رها شدند. این فوم توانست بخش زیادی از سیاه‌زخم را بدون آسیب رساندن به تجهیزات یا مبلمان اداری از بین ببرد[۶]
- به عنوان یک سلاح بازدارنده منطقه‌ای برای کنترل جمعیت، مثلاً برای لغزنده کردن زمین و همچنین کاهش دید (به صورت مه (ابر))
- دستگاه صابون‌پاش فرودگاه فرودگاه بین‌المللی لس آنجلس می‌تواند مقادیر زیادی فوم ضدعفونی‌کننده را روی جمعیت افراد بالقوه در معرض خطر اسپری کند، مثلاً برای ضدعفونی کردن کل هواپیما که پر از افرادی است که ممکن است قربانی انتشار عامل هسته‌ای، شیمیایی یا بیولوژیکی باشند.
- ضدعفونی آزمایشگاه‌های تولید مت‌آمفتامین[۷]
- پاکسازی کپک[۷]
- ضدعفونی بیمارستان‌ها و مدارس[۷]
- حذف آفت‌کش‌ها[۷]
- کاربردهای نظامی[۷]
- اقدام پیشگیرانه در مناظرات ریاست جمهوری[۷]

## مزایای آن نسبت به سایر ضدعفونی‌کننده‌ها
دو مزیت اصلی فوم ضدعفونی کننده نسبت به ضدعفونی کننده‌های مایع (کلر، محلول‌های ضدعفونی کننده و غیره) اثربخشی آن بر سطوح غیر افقی و نسبت بالای هوا به مایع آن است. به دلیل چسبندگی ضعیف، استفاده از سایر مواد ضدعفونی‌کننده روی دیوارها و سقف‌ها دشوار است، اما فوم ضدعفونی‌کننده در چسبندگی به سطوح بسیار بهتر عمل می‌کند و این باعث افزایش زمان لازم برای واکنش ضدعفونی می‌شود. علاوه بر این، نسبت بالای هوا به مایع، امکان استفاده از فوم را بدون استفاده بیش از حد از ماده ضدعفونی کننده فراهم می‌کند. این نسبت بالا همچنین اجازه می‌دهد تا در صورت آلودگی شدید، مقدار کمی مایع بتواند سطح نسبتاً بزرگی را بپوشاند.

## فرمول‌ها
- SNL100 (آزمایشگاه‌های ملی ساندیا)[۸]
- MDF200 (فوم مودک دکون)[۹]